# モンテレオーネ・ディ・プーリア
モンテレオーネ・ディ・プーリア（イタリア語: Monteleone di Puglia）は、イタリア共和国プッリャ州フォッジャ県にある、人口約1,000人の基礎自治体（コムーネ）。

## 地理

### 位置・広がり

#### 隣接コムーネ
隣接するコムーネは以下の通り。括弧内のAVはアヴェッリーノ県（カンパニア州）所属を示す。
- アッカディーア
- アンツァーノ・ディ・プーリア
- アリアーノ・イルピーノ (AV)
- パンニ
- サン・ソッシオ・バロニーア (AV)
- サンターガタ・ディ・プーリア
- サヴィニャーノ・イルピーノ (AV)
- ツンゴリ (AV)